# Dante Giacosa
Dante Giacosa (Roma, 1905 - Torí, 1996) va ser un enginyer italià que va dissenyar, entre d'altres, els FIAT 500 Topolino, Nouva 500, 600, 850 i 127. Nascut a Roma va estudiar enginyeria a la Universitat Politècnica de Torí fins a 1927. Durant més de vint anys va ser el cap de disseny dels models FIAT.